# Шиваза, Ясыр Джумазович
Ясыр Джумазович Шиваза (дунг. Ясыр Шывазы, псевдоним — Щянма; 5 [18] мая 1906, Александровка, Семиреченская область — 18 июня 1988, Фрунзе) — дунганский советский писатель.

## Биография
Ясыр Шиваза родился 5 мая 1906 года в селе Александровка (ныне — в Московском районе Чуйской области).
В 1930 окончил Татарский институт просвещения им. Г. Тукая в Ташкенте. В 1940 вступил в КПСС. Участвовал в Великой Отечественной войне 1941—1945 годов. В 1957—1964 годах работал редактором дунганской межреспубликанской газеты «Шийүәди чи» («Знамя Октября»).
В 1958—1965 годах был кандидатом в члены ЦК КП Киргизской ССР. В 1938—1942 и 1946—1954 годах был секретарём союза писателей Киргизской ССР.

## Творчество
Произведения Шивазы печатаются с 1929 года. Одной из главных тем его произведений является дружба народов.

### Избранные сочинения
- сборник стихов «Утренняя звезда» («Лёнминщин», 1931)
- сборник стихов «Волна революции» («Гәминди лон», 1932)
- Китайский рисунок . Стихи . Переплет, титул, заставки С. Грикурова Москва .- Ленинград ГИХЛ 1939. 110 с
- «Избранные стихи» («Тёҗянхади сывын», 1958)
- сборник стихов «Здравствуй, весна» («Хома, чунтян», 1966)
- роман «Верные друзья» («Хо пын-ю», 1958)
- «Щин сывын», Фрунзе, 1973; в рус. пер.— «Мой новый дом», Фр., 1969

## Награды
- орден Трудового Красного Знамени (06.06.1956)
- орден Дружбы народов (22.08.1986)
- 3 ордена «Знак Почёта» (…; 01.11.1958)
- медаль «За трудовую доблесть» (04.05.1962)
- другие медали

## Ссылка
- Шиваза Ясыр Джумазович — статья из Большой советской энциклопедии.
- Некролог